# Beli Breg, Montana
Beli Breg (în bulgară Бели Брег) este un sat în comuna Boicinovți, regiunea Montana,  Bulgaria. 

## Demografie
Componența etnică a satului Beli Breg
     Bulgari (100%)
     Nicio identificare (0%)
     Altele (0%)
La recensământul din 2011, populația satului Beli Breg era de 94 locuitori. Din punct de vedere etnic, majoritatea locuitorilor (100,0%) erau bulgari. Pentru 0,0% din locuitori nu este cunoscută apartenența etnică.